# Больбено
Больбено (італ. Bolbeno) — колишній муніципалітет в Італії, у регіоні Трентіно-Альто-Адідже,  провінція Тренто. З 1 січня 2016 року Больбено є частиною новоствореного муніципалітету Борго-Ларес.
Больбено розташоване на відстані близько 490 км на північ від Рима, 30 км на захід від Тренто.
Населення — 328 осіб (2014).
Щорічний фестиваль відбувається 12 квітня, 16 серпня. Покровитель — святий Зенон.

## Демографія
Населення за роками:

Станом на 31 грудня 2014 року в муніципалітеті офіційно проживало 15 іноземців з 7 країн, серед них 8 громадян країн Євросоюзу та 1 громадянин України.

## Сусідні муніципалітети
- Бледжо-Суперіоре
- Бондо
- Брегуццо
- Преоре
- Тіоне-ді-Тренто
- Цукло